# کنت اسمیت (بازیکن فوتبال)
کنت اسمیت (انگلیسی: Kenneth Schmidt؛ زادهٔ ۳ ژوئن ۲۰۰۲) بازیکن فوتبال اهل آلمان است.
وی همچنین در تیم‌های ملی فوتبال جوانان آلمان و جوانان آلمان بازی کرده‌است.